# Barbara Grabowska
Barbara Grabowska (* 28. November 1954 in Zabrze; † 12. August 1994 in Częstochowa), auch unter dem Namen Barbara Grabowska-Oliwa bekannt, war eine polnische Schauspielerin.

## Leben
Barbara Grabowska studierte an der Staatlichen Theaterhochschule (PWST) in Krakau. 1979 beendete sie ihre Schauspielausbildung und feierte im gleichen Jahr ihr professionelles Bühnendebüt am „Alten Theater“ (Stary Teatr) von Krakau. Dem Schauspielhaus blieb Grabowska bis zu ihrem Tod im Jahr 1994 verbunden, wo sie mit so bekannten Regisseuren wie Andrzej Wajda zusammenarbeitete. An der Seite von Jerzy Radziwiłowicz und Jerzy Stuhr war sie unter anderem 1984 in Wajdas Inszenierung von Fjodor Dostojewskis Schuld und Sühne zu sehen. Der Produktion am Alten Theater folgten Gastspiele im Ausland, so unter anderem 1986 in New York, wo Grabowska für ihre Interpretation der Sonja Lob seitens der Kritiker erhielt.
Parallel zu ihrer Arbeit am Theater war Grabowska nur sporadisch in Film- oder Fernsehprojekten zu sehen, fast ausschließlich mit politisch-historischen Stoffen. 1979 gab sie ihr Filmdebüt in Wiktor Skrzyneckis Spielfilm Mysz, dem die Rolle der Joanna Frankowska in dem preisgekrönten historischen Fernsehmehrteiler Najdluzsza wojna nowoczesnej Europy folgte. In dem Projekt von Jerzy Sztwiertnia, eine Chronologie Polens der Jahre 1815 bis 1918, agierte sie unter anderem an der Seite von Krzysztof Kolberger. Der Durchbruch als Filmschauspielerin gelang Grabowska wenig später mit Agnieszka Hollands historischem Drama Fieber (1981). Die Verfilmung eines Romans von Andrzej Strug spielt zu Anfang des 20. Jahrhunderts und handelt von den erfolglosen Versuchen einer Gruppe polnischer Sozialisten, die plant, mit einer Bombe den zaristischen Generalgouverneur zu töten.
Fieber wurde 1981 von den Warschauer Behörden mit einem Aufführungsverbot belegt, während Agnieszka Holland nach Frankreich emigrierte. Der Film erhielt noch im selben Jahr eine Einladung in den Wettbewerb der 31. Filmfestspiele von Berlin, wo Grabowska, fünf Jahre nach dem Sieg ihrer Landsfrau Jadwiga Barańska, mit dem Silbernen Bären als beste Darstellerin des Filmfestivals ausgezeichnet wurde. Für ihr Porträt der Kama, die dem psychischen Druck sich als Selbstmordattentäterin zu opfern nicht standhält, hatte die Wettbewerbsjury um die deutsche Regisseurin Jutta Brückner der 26-Jährigen den Vorzug vor so bekannten Aktricen wie der Amerikanerin Lee Remick (Ein Sommer in Manhattan) oder der Deutschen Angela Winkler (Die Verweigerung) gegeben. Grabowska ist bis heute die letzte polnische Schauspielerin, die in Berlin triumphieren konnte.
Nach dem Erfolg von Fieber blieb die Nebenrolle der Jola in Waldemar Krzysteks politischem Spielfilm Ostatni prom (1989), in dem Krzysztof Kolberger und Agnieszka Holland die Hauptrollen übernahmen, Grabowskas letzter Leinwandauftritt. Fünf Jahre später wurde ihr Leichnam an den Bahngleisen in der Nähe der Stadt Częstochowa gefunden. Es wird vermutet, dass die 39-jährige Schauspielerin aus einem Zug stürzte.

## Filmografie
- 1979: Mysz
- 1981: Najdłuższa wojna nowoczesnej Europy (Fernsehmehrteiler)
- 1981: Fieber (Gorączka)
- 1989: Die letzte Fähre (Ostatni prom)

## Auszeichnungen
- 1981: Darstellerpreis der Internationalen Filmfestspiele Berlin für Fieber